# 2 Timóteo 3
2 Timóteo 3 é o terceiro capítulo da Segunda Epístola a Timóteo, de autoria do Apóstolo Paulo, que faz parte do Novo Testamento da Bíblia.

## Estrutura
I. Predição da apostasia e da corrupção social, junto com uma exortação à firmeza
1. Diferentes características da maldade dos homens nos últimos dias, os quais, sob o pretexto da religião, praticam a sensualidade, v. 1-6;
2. A estupidez e a insensatez deles um dia será manifesta a todos, v. 7-9
3. Parêntese. Referências à perseguição, v. 11,12
4. Predição da crescente onda de pecado, v. 13
5. O apóstolo convoca Timóteo à firmeza, em vista de suas oportunidades espirituais e de sua instrução nas Escrituras desde a infância, v. 14,15
6. O poder da inspirada Palavra de Deus para equipar e aperfeiçoar o obreiro cristão em sua tarefa, v. 16,17